# Noční orel
Noční orel (Ночной Орел) je rusky napsaný vědeckofantastický román pro mládež českého spisovatele Václava Kličky, který vytvořil pod pseudonymem Alexandr Lomm (Александр Ломм). První vydání románu vyšlo roku 1965 časopisecky v Sovětském svazu, protože autor psal v letech 1959–1974 jen rusky. 
Roku 1973 vyšla rusky pod stejným názvem sbírka sci-fi příběhů. Ta kromě titulního románu Ночной Орел (Noční orel) obsahuje povídky В темном городе (V temném městě), Удивительные превращения Дика Мюррея (Pozoruhodná přeměna Dicka Murrayho), Черти в кузнице (Čerti v kovárně),  Последней умирает собака (Poslední umírá pes), Конец короля крокодилов (Konec krále krokodýlů) a Скафандр Агасфера (Ahasvérův skafandr),  

## Obsah románu
Román se odehrává v beskydských lesích na Ostravsku během druhé světové války. Začíná v září roku 1944, kdy sovětský vojenský letoun svrhne do lesů výsadek pod vedením majora Loktěva, který má pomoci místním partyzánům v jejich boji s německými vojáky a gestapem. Členem výsadku je také četař Ivan Kožin, kterému se při seskoku porouchá padák. Podaří se mu pád změnit v klouzavý let a zachránit si tak život. Díky tomu zjistí, že umí levitovat, a této své schopnosti využívá v boji s nacisty. Proto také může ze spárů gestapa zachránit mladou zdravotní sestru Ivetu Satranovou, kterou udal zrádce z řad odbojářů doktor Majer. Kožin zrádce zastřelí a na jeho mrtvolu připevní papír se vzkazem: „To udělal Noční orel. Smrt fašistům a zrádcům“. Iveta se do Kožina zamiluje. Major Loktěv se rozhodne, že úžasná Kožinova schopnost musí být vědecky prozkoumána v Moskvě a zakáže mu zúčastnit se dalších bojů. Kožin rozkazu neuposlechne, opustí oddíl a brzy se pod jménem Noční orel stane postrachem celé oblasti. Svrhne z náspu německý vojenský vlak, podpálí několik skladů, zničí deset letounů a půl stovky vozů a vysvobodí zajaté sovětské důstojníky. Při jedné akci je však zraněn a zajat a zkoumán v německé laboratoři, odkud se mu opět podaří uprchnout. Po válce si vezme za ženu Ivetu a zjistí, že jejich syn jeho úžasnou schopnost zdědil.

## Česká vydání
- Noční orel, Albatros, Praha 1981, přeložila Olga Ptáčková-Macháčková.